# Station Marden
Marden is een spoorwegstation van National Rail in Maidstone in Engeland. Het station is eigendom van Network Rail en wordt beheerd door Southeastern. 